# Daffy Duck : Un trésor de Canard !
Daffy Duck : Un trésor de Canard ! (version originale : Daffy Duck : Fowl Play) est un jeu vidéo de plates-formes en 2D mettant en scène le personnage des Looney Tunes, Daffy Duck. Il est sorti sur Game Boy Color en 1999 en Amérique du Nord et en 2000 au Japon et en Europe.

## Système de jeu
Daffy veut devenir riche et rejoint Bugs Bunny dans une chasse au trésor. Le joueur contrôle Daffy et le fait naviguer à travers 6 niveaux au total. Il peut utiliser de la dynamite pour éliminer les ennemis et les obstacles. À la fin de chaque niveau, il faut affronter Bugs pour passer au suivant. Un système de mot de passe permet de sauvegarder la progression. Un mini-jeu est joué après avoir franchi un niveau.

## Accueil
Le site web français Jeuxvideo.com lui a attribué la note de 13/20. Total Game Boy Color lui a attribué 88 %.